# Isabela z Gloucesteru
Isabela z Gloucesteru (anglicky Isabel of Gloucester; 1173? – 14. října 1217) byla první manželka anglického krále Jana Bezzemka. Je známa pod neobyčejným množstvím alternativních jmen: Hadwisa, Hawisia, Hawise, Joan, Eleanor, Avise a Avisa. Jejím otcem byl William Fitz Robert, 2. hrabě z Gloucesteru a matkou jeho manželka Hawiza z Beaumontu. Její dědeček Robert, první hrabě z Gloucesteru, byl nemanželský syn krále Jindřicha I.

## Život
28. září 1176 byla zasnoubena s princem Janem a po vydědění svých dvou sester byla prohlášena jedinou dědičkou Gloucesteru. Její otec zemřel v roce 1183, a tak se Isabela stala hraběnkou.
V srpnu 1189 se s ní Jan na hradě Marlborough oženil a získal titul hraběte. Balduin z Exeteru, arcibiskup z Canterbury prohlásil toto manželství za neplatné z důvodu příliš blízkého příbuzenství. Papež Klement III. manželství udělil dispens, podle kterého však pár nesměl mít sexuální styky. Z tohoto svazku nevzešli žádní potomci a tak Jan tento sňatek anuloval krátký čas předtím, nebo krátce poté, co nastoupil 6. dubna 1199 na anglický trůn. Jako důvod uvedl výše zmíněné příbuzenství.
Po rozvodu Jan udělil hrabství Isabelinu synovci Amaurymu z Évreux, aby mu kompenzoval ztrátu jeho francouzského titulu. Po smrti Amauryho (zemřel bez potomků) v roce 1213 se Isabela znovu stala hraběnkou. 20. ledna 1214 se vdala za Geoffreyho FitzGeoffreye z Mandeville, hraběte z Essexu. Ten však zemřel o dva roky později. V roce 1217 se znovu vdala, tentokrát za Huga z Burgh (pozdějšího hraběte z Kentu), zemřela však již o měsíc později, v říjnu 1217. K poslednímu odpočinku byla uložena v katedrále v Canterbury.